# Fotostato

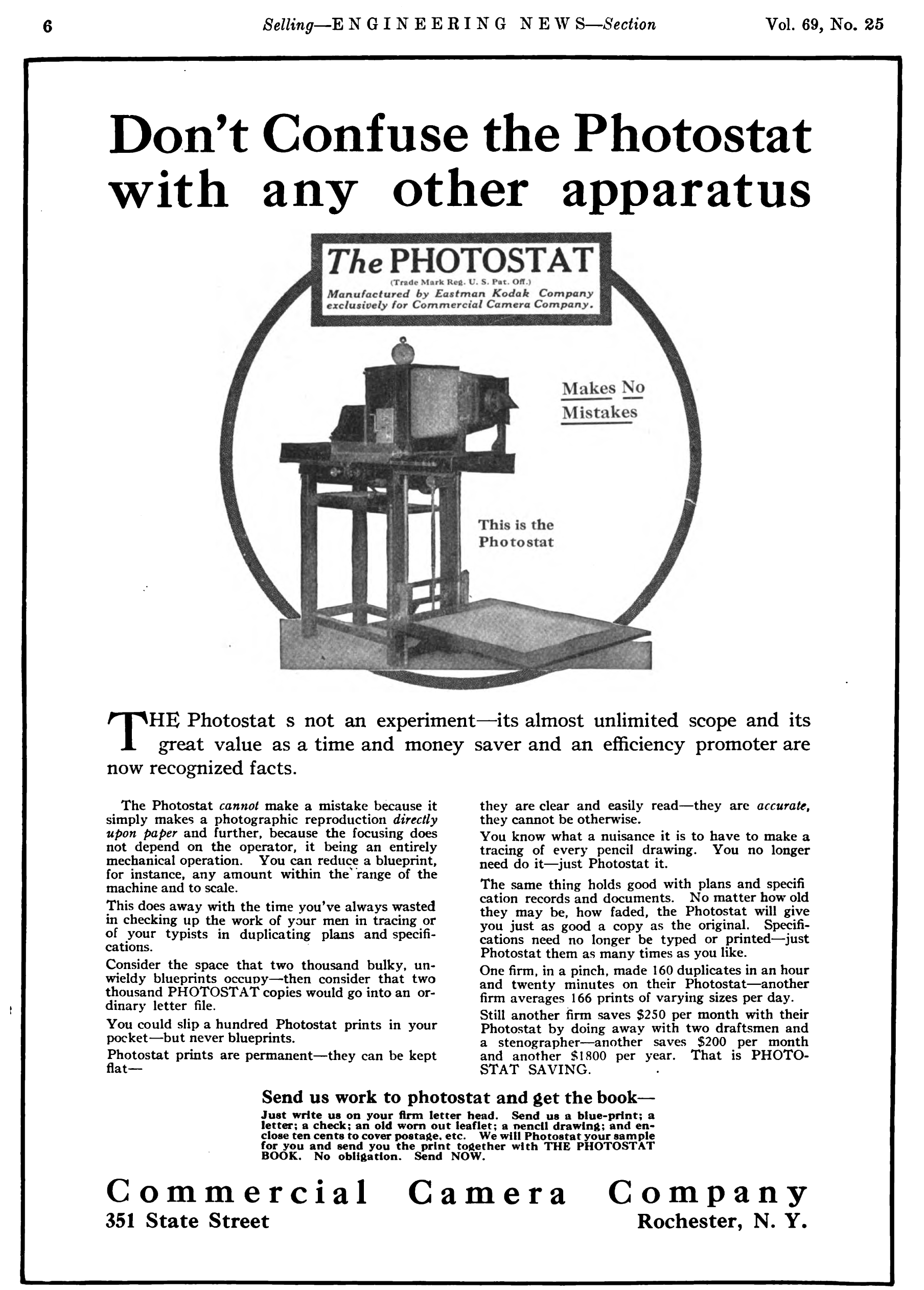
Anuncio de la Commercial Camera Company Photostat en Engineering News, volumen 69, número 25, 19 de junio de 1913, página 6.

Un fotostato es un aparato que se empleaba para reproducir planos, dibujos, cuadros, documentos, etc. 
El fotostato actúa con rapidez y sin necesidad de emplear un cliché como se practica en las reproducciones fotográficas. Viene a ser una cámara fotográfica con su fuelle extensible y su objetivo pero que no exige negativo. El objetivo lleva delante un prisma para corregir la inversión de la imagen del texto o figura a reproducir. Por debajo de este prisma paralelamente al eje de este aparato hay un tablero donde se coloca el original. La distancia a que ha de colocarse según el tamaño que debe tener la reproducción se determina en un momento por medio de un mecanismo graduador. Por detrás, completan el aparato dos cubetas una para el revelador que está tapada y otra para el fijador. Dentro del aparato, hay un rollo de papel sensibilizado el cual va desarrollándose a medida que se van haciendo las reproducciones. 
Todo el funcionamiento de este aparato consiste en que al dar la vuelta al manubrio se destapa el objetivo. La imagen se produce sobre el papel sensibilizado, el rollo de papel da una vuelta, una guillotina corta el trozo impresionado dándole el tamaño que se desee y este trozo pasa a la cubeta de revelado y de allí al baño fijador. 